# Songs of Darkness, Words of Light
Songs of Darkness, Words of Light (с англ. — «песни тьмы, слова света») — восьмой студийный альбом британской дэт/дум-метал-группы My Dying Bride, вышедший в 2004 году. Для записи клавишных партий была приглашена Сара Стэнтон.

## Критика
Том Джарек в рецензии для AllMusic поставил альбому 4 балла из 5, сравнив эмоции и музыкальный стиль альбома с Like Gods of the Sun и отметив отличную форму вокалиста и музыкантов. Он заключил: «My Dying Bridge придали звуку какую-то удушающую интимность, которая несёт в себе практически невыносимую тяжесть и нежность, нарушенную моментами насилия. Прекрасно, просто прекрасно».
Педро Азеведо из журнала Chronicles of Chaos оценил альбом в 9 баллов из 10, отметив, что хотя группа уже добилась всего в своей нише, она не только не впала в стагнацию, но и продолжила экспериментировать с новыми подходами к своему стилю. Он отметил, что «не все клише дум-метала удалось избежать, однако течение гитарных мелодий, риффов и эффектов из одного в другой, приправленное усовершенствованным использованием клавишных, которые то нарастают, то затихают, а также метаморфозы вокала Аарона дают более чем достаточно причин простить альбому такие незначительные дефекты».

## Список композиций
1. The wreckage of my flesh — 8:44
2. The scarlet garden — 7:49
3. Catherine Blake — 6:32
4. My wine in silence — 5:53
5. The prize of beauty — 8:02
6. The blue lotus — 6:33
7. And my fury stands ready — 7:45
8. A doomed lover — 7:55

## Участники записи
- Аарон Стейнторп — вокал
- Эндрю Крейган — гитара
- Хэмиш Гленкросс — гитара
- Сара Стэнтон — клавиши
- Эйд Джэксон — бас
- Шон Стилс — ударные